# William Vaughan (écrivain)
Pour les articles homonymes, voir William Vaughan.
Sir William Vaughan (1575 – août 1641) est un écrivain gallois et investisseur colonial.

## Biographie
Né dans une famille aristocratique, il fait ses études à Oxford puis décide en 1616 d'investir dans la colonisation de Terre-Neuve. Il y envoie ainsi un groupe de colons mais l'expérience s'avère un échec total. En 1618, une deuxième tentative obtint de mauvais résultat. Vaughan se rend alors personnellement sur les lieux (1622-1625) puis décide d'investir ses fonds dans une colonie de Virginie.
Il meurt en août 1641 dans le Carmarthenshire.

## Sources
- (en) Cet article est partiellement ou en totalité issu de l’article de Wikipédia en anglais intitulé « William Vaughan » (voir la liste des auteurs).